# ۶۳۸ (خورشیدی)
۶۳۸ ششصد و سی و هشتمین سال هجری خورشیدی است.

## رویدادها
- ۱۶ اردیبهشت - آغاز ساخت رصدخانه مراغه به سفارش خواجه نصیرالدین طوسی و فرمان هولاکو